# Sierra de Carrascoy

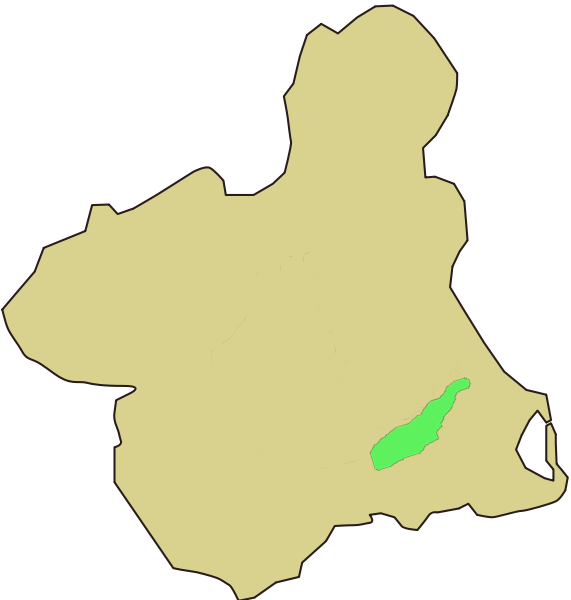
Situación de la sierra de Carrascoy dentro de la Región de Murcia.

La Sierra de Carrascoy es un macizo montañoso situado en la comunidad autónoma de la Región de Murcia (España) y más concretamente entre los municipios de Murcia, Fuente Álamo de Murcia y Alhama de Murcia, con una superficie aproximada de 10.500 hectáreas. Está integrada dentro de un parque regional denominado Carrascoy y El Valle y forma parte del conjunto de la Sierra de Carrascoy, El Puerto, Cresta del Gallo y Miravete.

## Cumbres de Carrascoy
El punto más alto del municipio de Murcia es la cumbre del Morro de la Fuente, con 1.031 metros sobre el nivel del mar. En Carrascoy existen otras tres cimas con mayor altura, el pico de la Maza o Carrascoy Oriental (1.062 msnm), Los Filos (1.064 msnm) y Las Breñas o Carrascoy Occidental (1.064 msnm), estos tres últimos se localizan en el término municipal de Alhama de Murcia.

## Origen geológico
La sierra de Carrascoy es una de las estribaciones montañosas de la Cordillera Penibética. Este macizo montañoso está formado por materiales del antiguo macizo-herciniano Bético-Rifeño, que se elevó durante la Orogenia Alpina. Se encuentra rodeado por cuencas terciarias formadas por depresiones arcillosas características en el sureste de la península ibérica. 

## Características
Se trata de un espacio de media montaña que cuenta con relieves muy abruptos, fuertes pendientes y diversidad geológica. El punto más elevado de esta sierra es el vértice Carrascoy, con 1065 m de altitud, aunque también se pueden destacar los picos de las Breñas y de los Filos así como los barrancos de Roy, la Tía Ginesa o el Pimpollar, el Murteral, Peñas Blancas, el Romero, el Infierno, las Loberas y la rambla Honda. 
El espacio natural que compone, se encuentra dividido de forma natural por la Rambla del Puerto, cuyas características fueron aprovechadas para la construcción de la autovía Murcia-Cartagena.
Presenta una alineación en dirección suroeste-noreste de unos 20 kilómetros con la pared norte que es húmeda y con una densa vegetación y bastante poblada en la denominada Cordillera Sur en su cara norte y en la sur se encuentran el Campo de Cartagena, una característica zona de secano.
Este fuerte contraste de la vegetación entre su cara norte y su cara sur, viene dado por el efecto Föhn, que obliga a elevar el aire que se condensa y permite una mayor humedad en la zona de umbría de la montaña. A la vez, esta orientación le permite recoger una mayor cantidad de agua de las lluvias que entran por el noroeste peninsular y consiguen llegar, aunque generalmente debilitadas por cruzar todo el territorio, a la Región de Murcia.

### Clima
La Sierra de Carrascoy disfruta en general de un clima mediterráneo seco que corresponde en la clasificación climática de Köppen al código BSk, aunque matizado según la exposición a los vientos húmedos, el flujo de brisas, la insolación y la altitud que le corresponda. 
En general, las temperaturas medias anuales se sitúan alrededor de los 18 °C en las partes más bajas de la cara norte, y en los 17 °C en su cara sur, donde la altitud es algo mayor. A partir de aquí, la temperatura media anual va descendiendo según se va ascendiendo. Las estimaciones para las cimas de Carrascoy, por encima de los 1000 m s. n. m., se situarían en los 13 °C.
Respecto a las precipitaciones, los acumulados anuales se sitúan alrededor de los 350 mm en la cara norte, pudiendo ser incluso superiores a los 400 mm en las zonas mejor expuestas a la entrada de vientos húmedos y las zonas de cumbre. En la cara sur, sin embargo, las precipitaciones son en general menores, por debajo de la barrera de los 300 mm, sobre todo en las zonas más bajas de la parte oriental. Las precipitaciones se concentran normalmente en pocos días, principalmente en invierno, primavera y sobre todo otoño, pudiendo ser torrenciales en situaciones de gota fría, con valores superiores a los 100 mm en menos de 24 horas, pudiéndose ocasionar inundaciones locales y desbordamientos en cualquiera de las numerosas ramblas existentes. La nieve, aunque no es habitual, puede caer en las cumbres y zonas medias-altas de esta sierra, fundamentalmente en episodios de entradas frías en invierno. 
El viento sopla normalmente de componente este-sureste desde los últimos meses de primavera, influenciado por la entrada de la brisa marina. Y gira a componente oeste a finales de otoño, durante el invierno y primeros meses de primavera. Sin bien, localmente, el régimen general es también influenciado por las típicas brisas de valle-montaña, que fluyen dirección norte/sur según el momento del día en que nos encontremos, encauzadas entre ramblas y barrancos . Dado que la altura del techo de nubes no siempre supera las cumbres de la sierra, otro meteoro importante en las zonas altas es la niebla.

## Flora

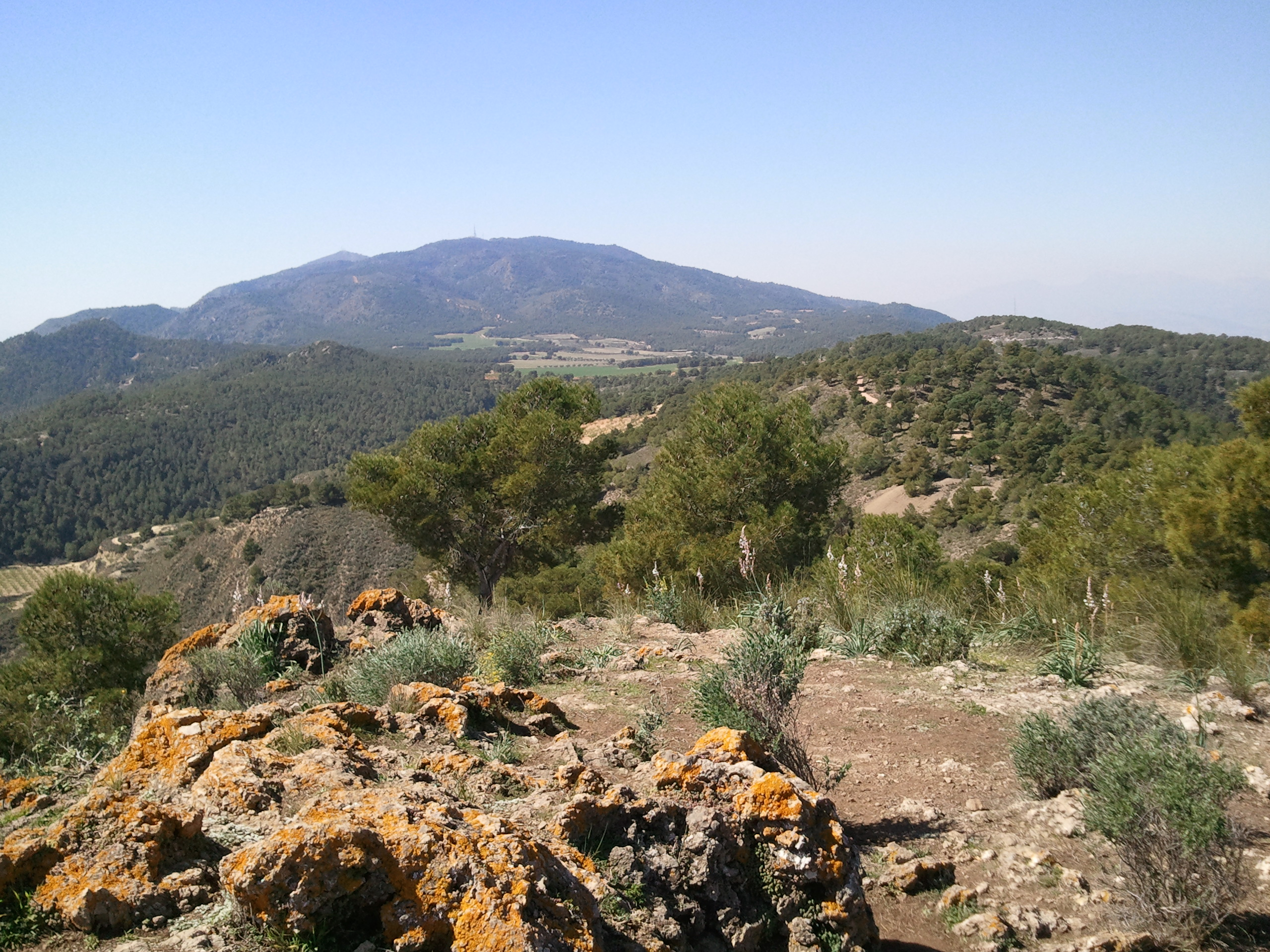
Vista de Carracoy desde el pico del Águila.

El paisaje forestal lo forma en su mayor parte el pino carrasco (Pinus halepensis) pero alberga también formaciones de carrascales de gran valor natural, con la presencia de una reducida población de alcornoque quercus suber todos ellos bien conservados. La cantidad y variedad de las especies vegetales que allí encontramos, se enriquece a medida que nos acercamos a los estratos superiores. A partir de los 500 metros, encontramos una mayor variedad de plantas componiendo el manto arbustivo del chaparral y coscojal, aquí se desarrollan palmitos, espartos, tomillo y romero. También es destacable la existencia de líquenes poco corrientes en la Región de Murcia. 
El pinar se abre en las solanas, dejando finalmente paso al matorral de especies adaptadas a la aridez (Xerófilas), características del secano mediterráneo, entre ellas se destacan la albaida, la jara o el esparto, y las plantas aromáticas como el romero, el poleo de monte, el tomillo, o la ajedrea.

## Fauna

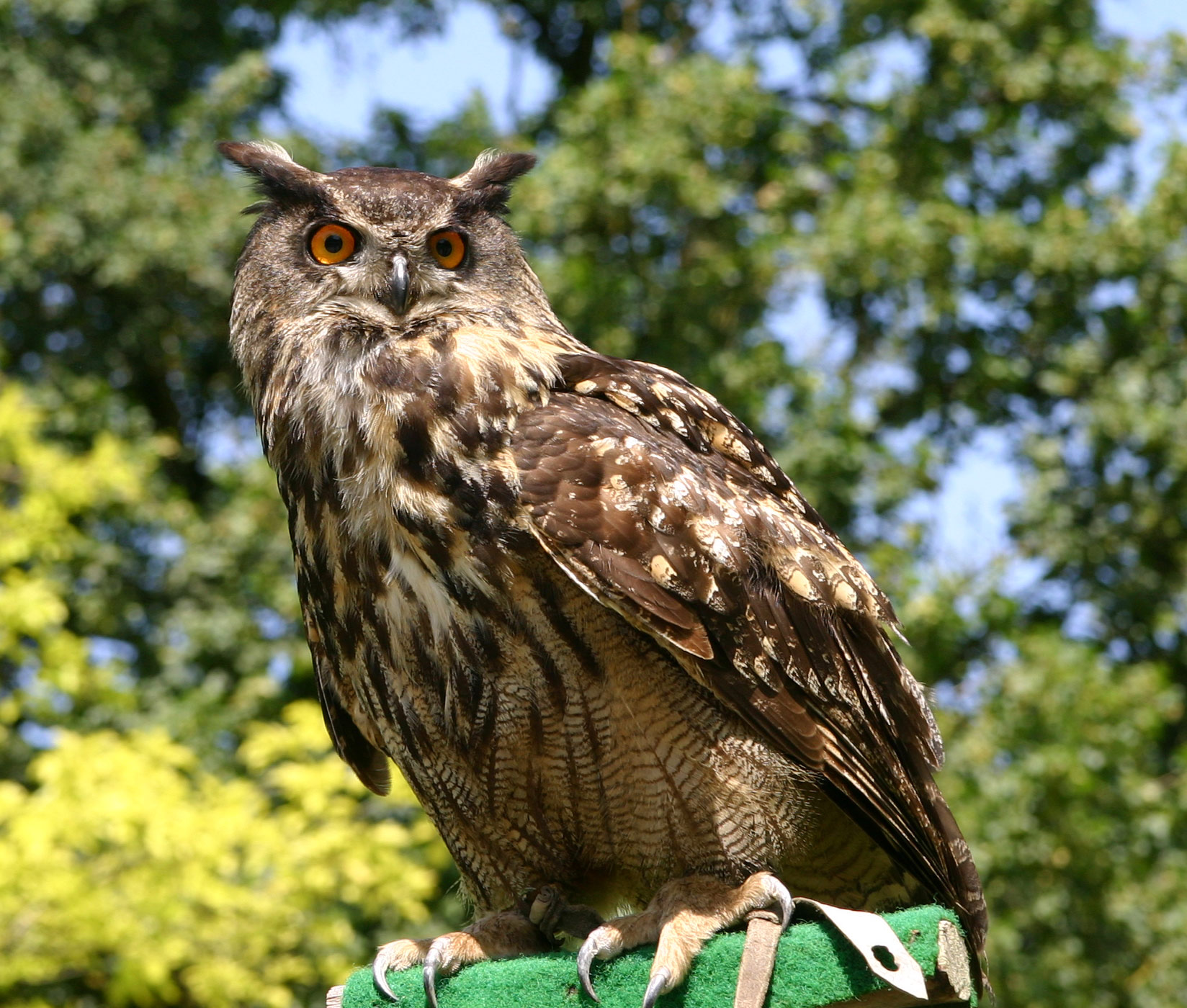
Ejemplo de búho real.

En cuanto a la fauna, las aves son especialmente variadas con respecto a los mamíferos. Destacan, el carbonero común, mito, herrerillo capuchino, verdecillo, piquituerto, pito real, quebrantahuesos y rapaces como el águila real y perdicera, cernícalo, ratonero común, siendo una zona importante en el estudio del búho real. 
En la categoría de los mamíferos los murciélagos, el tejón, el gato montés, el zorro, la comadreja, la garduña y el conejo son los más destacables.  
Encontramos también una importante variedad especies reptiles como la lagartija colilarga, el lagarto ocelado, la culebra bastarda, la lagartija ibérica o la culebra de escalera. 
El sapo común y el sapo corredor, componen básicamente el reino de los anfibios en las zonas húmedas del parque. Por último, entre los insectos, en la zona hay destacables especies de mariposas.

## Majal Blanco
La finca El Majal Blanco, de 892 ha, es una finca del Ayuntamiento de Murcia que se encuentra situada en la Sierra de Carrascoy, dentro de los límites del Parque Regional Carrascoy-El Valle. Al Majal Blanco se accede por Sangonera la Verde y sólo puede visitarse a pie o en bicicleta.
Cuenta con un Centro de Interpretación de la Naturaleza del Ayuntamiento de Murcia y un Aula de Naturaleza, cuyo equipamiento funciona con energías alternativas. El Punto de Información se encuentra situado en Torre Guil.

## Cumbre y Repetidor de Carrascoy
La cota más alta de la sierra de Carrascoy (1065 m s. n. m.) está ocupada por un complejo de repetidores puesto en funcionamiento inicialmente en 1982 como emisor del centro regional de televisión española en terrenos cedidos por la desaparecida Diputación Provincial, integrada posteriormente en las instituciones de la comunidad autónoma de la región de Murcia. Para la construcción y servicio de este repetidor se creó una carretera asfaltada con fondos públicos que llevaba desde la carretera RM-603 hasta la cumbre. En 2018 una explotación agraria privada instaló en las faldas del Parque Regional de Carrascoy y El valle una verja en este acceso que llevaba casi 40 años abierto, quedando totalmente anulado para el disfrute del público.